# Pavel Berestnev
Pavel Maksimovitch Berestnev (russe : Павел Максимович Берестнёв) est un aviateur soviétique, né le 2 juin 1913 et mort le 20 mai 1981. Pilote de chasse et As de la Seconde Guerre mondiale, il fut distingué par le titre de Héros de l'Union soviétique.

## Carrière
Né le 2 juin 1913 à Prokrovka, dans l'actuelle oblast de Smolensk, il s'engagea dans l'Armée rouge en 1936 et fut breveté pilote au collège militaire de l'Air de Katcha, en Crimée, en 1939.
Il rejoignit le front en mars 1942 et, en octobre 1942, il fut muté au 45.IAP (régiment de chasse aérienne) sur le front du Nord Caucase. Au début de 1943, son unité abandonna ses Yak-1 et fut rééquipée de P-40 Kittyhawk. À l'issue des combats au-dessus du Kouban, Pavel Berestnev compta 12 victoires, dont 2 en coopération, et avait effectué 131 missions. À nouveau rééquipé, cette fois-ci de P-39 Airacobra, le 45.IAP fut, en juillet 1943, renommé 100.GuIap (régiment de la Garde). Il termina la guerre comme starshii leitenant (lieutenant) et commandant en second d'une escadrille.
À l'issue du conflit il demeura dans l'armée, fut breveté de l'Académie de l'Air en 1945 et prit sa retraite comme general-leitenant (général de division) en 1961. Il est décédé le 20 mai 1981.

## Palmarès et décorations

### Tableau de chasse
Pavel Berestnev est crédité de 24 victoires homologuées, dont 12 individuelles et 12 en coopération.
Selon les historiens russes, son palmarès serait de 14 victoires homologuées, dont 2 en coopération, obtenues au cours de plus de 150 missions.

### Décorations
- Héros de l'Union soviétique le 24 mai 1943 (médaille no 990)[3] ;
- Ordre de Lénine ;
- Quatre fois décoré de l'ordre du Drapeau rouge ;
- Ordre de la Guerre patriotique de 1re classe ;
- Trois fois décoré de l'ordre de l'Étoile rouge.